# Planctomycetaceae
Classe
Ordre
Famille
Genres de rang inférieur
- Gemmata
- Isosphera
- Pirellula
- Planctomyces
- candidatus Brocadia
- Candidatus Kuenenia
- Candidatus Scalindua
- Candidatus Anammoxoglobus

Les Planctomycetaceae sont une famille de bactéries du phylum des Planctomycetes, la seule de l'ordre des Planctomycetales et de la classe des Planctomycetia.

## Liste des genres
Selon NCBI (10 janv. 2011) :
- genre Blastopirellula
- genre Candidatus Jettenia
- genre Gemmata
- genre Isosphaera
- genre Pirellula
- genre Planctomyces
- genre Rhodopirellula
- genre Schlesneria
- genre Singulisphaera
- genre Zavarzinella

### Classe desPlanctomycetia
- (en) Catalogue of Life : Planctomycetia
- (en) NCBI : Planctomycetia (taxons inclus)

### Ordre desPlanctomycetales
- (en) Catalogue of Life : Planctomycetales Schlesner & Stackebrandt, 1987 (consulté le 11 décembre 2020)
- (en) NCBI : Planctomycetales (taxons inclus)

### Famille desPlanctomycetaceae
- (en) Catalogue of Life : Planctomycetaceae Schlesner & Stackebrandt, 1987 (consulté le 11 décembre 2020)
- (en) NCBI : Planctomycetaceae (taxons inclus)